# 栝蔞
栝蔞（学名：Trichosanthes kirilowii），又寫作瓜蔞、栝樓，为葫芦科栝蔞属下的一个种。

## 藥用
- 栝蔞實：全顆果實乾燥，藥用時切片。性味：味甘、微苦，微寒，入手太陰肺經；功效：清心潤肺，洗垢除煩，開胸膈之痹結，滌涎沫之膠粘，最洗瘀濁，善解懊憹。[1]
- 栝蔞仁：乾燥種子。性味：甘、微苦，寒。歸肺、胃、大腸經；功效：清熱化痰，寬胸散結，潤腸通便。
- 栝蔞根：又稱「天花粉」、「花粉」。性味：甘、微苦，微寒。歸肺、胃經；功效：清熱生津，清肺潤燥，解毒消癰。

## 植物化學
栝蔞根（天花粉）生汁液、凍乾粉中含有天花粉蛋白，為一種核糖體抑制蛋白。

## 延伸阅读
[在维基数据编辑]
 《欽定古今圖書集成·博物彙編·草木典·栝樓部》，出自陈梦雷《古今圖書集成》
 《植物名實圖考·栝樓》，出自吳其濬《植物名實圖考》

## 外部連結
- 栝樓 Gualou （页面存档备份，存于） 藥用植物圖像數據庫 (香港浸會大學中醫藥學院) （中文）（英文）
- 瓜蔞 中藥材圖像數據庫  (香港浸會大學中醫藥學院) （中文）（英文）
- 瓜蔞 Gua Lou （页面存档备份，存于） 中藥標本數據庫 (香港浸會大學中醫藥學院) （繁體中文）（英文）
- 天花粉 中藥材圖像數據庫  (香港浸會大學中醫藥學院) （中文）（英文）
- 天花粉 Tian Hua Fen （页面存档备份，存于） 中藥標本數據庫 (香港浸會大學中醫藥學院) （繁體中文）（英文）

## 扩展阅读
- 維基物種上的相關：栝楼
- 果臝轉語記

1. ↑  《別錄》：「主胸痹，悅澤人面。」